# Registerkarta
En registerkarta är en karta som innehåller uppgifter om fastigheters utbredning och deras beteckningar tillsammans med uppgifter om gällande detaljplaner, fastighetsplaner och servitut.
Oftast sampresenteras registerkartan med en primärkarta. Kartan används främst i lantmäterifrågor såsom förrättningsverksamheten, avstyckningar, fastighetsreglering, sammanläggningar med flera åtgärder som en lantmäterimyndighet utför.